# Kruševica (Republika Serbska)
Kruševica (cyr. Крушевица) – wieś w Bośni i Hercegowinie, w Republice Serbskiej, w gminie Ljubinje. W 2013 roku liczyła 106 mieszkańców.